# José Pérez Pérez
José Pérez Pérez   (Barcelona, 16 d'octubre de 1894 - Lleida, 31 d'octubre de 1968) fou un futbolista català de la dècada de 1910.
Havia jugat al FC Internacional, des d'on passà al RCD Espanyol. Amb l'Espanyol va jugar 10 partits oficials del Campionat de Catalunya, 3 la temporada 1912-13 i set la 1916-17.
També fou jugador del FC Martinenc, Iluro SC i dels equips inferiors de FC Barcelona. Continuà la seva trajectòria a terres lleidatanes, a la Penya Salvat de Lleida (1924-28) i al CF Borges Blanques (1928-30). Va ser entrenador de la UE Lleida la temporada 1940-41.